# De schaduw van de wind
De schaduw van de wind (Spaans: La sombra del viento) is een roman uit 2001, geschreven door de Spaanse schrijver Carlos Ruiz Zafón, en een wereldwijde bestseller. Het boek is in 2004 vertaald naar het Nederlands door Nelleke Geel. Het boek was erg succesvol in Europa, waarna het ook naar het Engels vertaald werd. Het stond weken boven aan de Spaanse bestsellerlijst, en werd geprezen door de Duitse ex-vice-premier en ex-minister van Buitenlandse Zaken Joschka Fischer.

## Prequel
Zafóns tweede roman, een prequel op De schaduw van de wind, verscheen in mei 2009. Het boek heet Het spel van de engel en speelt zich ook af in Barcelona tijdens de jaren 20 en 30 van de twintigste eeuw. Het volgt een jonge schrijver die door een mysterieus persoon benaderd wordt om een boek te schrijven. De Spaanse editie is in april 2008 gepubliceerd door Planeta.

## Kritiek
In Barcelona, de stad waar het boek zich grotendeels afspeelt wordt echter kritiek geleverd op het feit dat Zafón het boek in het Spaans geschreven heeft in plaats van het Catalaans.

## Samenvatting
De roman, die zich afspeelt in het Barcelona van net na de Spaanse Burgeroorlog, gaat over een jongen genaamd Daniel. Vlak na de oorlog neemt Daniels vader hem mee naar het geheime Kerkhof der Vergeten Boeken, een grote bibliotheek met oude, vergeten exemplaren die met veel zorg bewaard worden door een select groepje ingewijden. Volgens traditie mag iedereen die ingewijd wordt in deze geheime plaats één boek uitzoeken dat hij de rest van zijn leven moet beschermen. Daniel kiest De Schaduw van de Wind van Julián Carax. Die nacht neemt hij het boek mee naar huis en leest het vol bewondering en ontzag. Daniel begint aan een zoektocht naar andere boeken van deze onbekende schrijver, maar kan ze nergens vinden. Het enige wat hij vindt zijn verhalen van een vreemde man – die zichzelf Laín Coubert noemt, naar een karakter dat in het boek de Duivel is – hij is al decennialang op zoek naar de boeken van Carax. Hij koopt de boeken en verbrandt ze. Later confronteert en bedreigt de mysterieuze man Daniel. Bang geworden, verbergt Daniel het boek weer in het Kerkhof der Vergeten Boeken, maar gaat door met het zoeken naar de auteur ervan. Hierbij raakt Daniel verstrengeld in een oud conflict dat ooit begon bij de auteur zelf. Er blijken veel overeenkomsten te zijn tussen het leven van Carax en dat van Daniel, Julián zorgt er echter voor dat de geschiedenis zich niet herhaalt.

## Personages
- Daniel Semperé – De hoofdpersoon van het boek. De zoon van de eigenaar van een boekenwinkel. Na zijn bezoek aan het Kerkhof der Vergeten Boeken en de keuze voor De Schaduw van de Wind van Julián Carax, komt Daniel erachter dat hij het boek goed moet beschermen om het niet ten prooi te laten vallen aan een mysterieus figuur die alle boeken van Carax zoekt en verbrandt. Na het lezen van het boek raakt Daniel geobsedeerd door de auteur. Wat hij zich echter niet realiseert is dat er meer achter het verhaal schuilgaat dan hij ooit had durven dromen.
- vader Semperé – Daniels vader is weduwnaar en eigenaar van de boekwinkel Semperé en Zoon. De boekwinkel speelt ook een grote rol in de prequel Het spel van de engel en daaruit kun je opmaken dat vader Semperé de zoon is van de boekhandelaar uit dat boek. Vermoedelijk is Isabella Gispert de moeder die Daniel zich niet meer kan herinneren. Zij verlooft zich met Daniels vader in het eerder genoemde boek.
- Tomás Aguilar – Een vriend van Daniel Semperé. Hij is hard en sterk, maar erg bezorgd over zijn zus Bea. Daarnaast is hij een intelligente uitvinder.
- Fermín Romero de Torres – Sidekick, vriend en mentor van Daniel Semperé. Na een moeilijke periode en een aantal jaren zwerven op straat, wordt hij geholpen door Daniel en diens vader, die hem woonruimte en een baan in zijn boekenwinkel aanbiedt.
- Beatriz Aguilar – Geliefde van Daniel Semperé en zus van Tomás. Ze is een erg mooie jonge vrouw. Het komt oorspronkelijk door Bea dat Daniel en Tomás vrienden zijn geworden. Toen ze nog op school zaten, maakte Daniel een kritische opmerking over Bea waardoor Tomás met hem begon te vechten. Nadat de strijd bekoeld was, werden ze goede vrienden. Bea’s vader en broer zijn erg bezorgd en beschermend tegenover Bea. Ze is al een aantal jaren verloofd met een vaandrig, een voorstander van dictator Franco.
- Gustavo Barceló – De rijke boekhandelaar en een bekende van Daniels vader. Daniel raakt bevriend met de man wanneer hij kind aan huis wordt en boeken voorleest aan het blinde nichtje Clara. Don Gustavo Barceló is ook een karakter uit de prequel Het spel van de engel.
- Clara Barceló – Vriendin van Daniel Semperé en het nichtje van de rijke Don Barceló. Ze is blind en erg mooi. Jarenlang komt Daniel naar het huis van haar oom om haar voor te lezen. Hij ontwikkelt een verliefdheid voor haar, ondanks dat ze tien jaar ouder is. Wanneer hij ontdekt dat ze een affaire heeft met haar pianoleraar probeert Daniel haar te vergeten.
- Julián Carax – De auteur van De Schaduw van de Wind. Daniel is wanhopig op zoek naar de waarheid over deze mysterieuze man: de reden van zijn reizen, de waarheid over zijn jeugd en een verklaring voor het feit dat al zijn boeken vernietigd worden.
- Francisco Javier Fumero – Een vreemde schoolvriend van Julián Carax die uiteindelijk opgroeit tot een corrupte en moordlustige inspecteur bij de politie.
- Miquel Moliner – Een schoolvriend van Julián Carax. Hij is gezellig, loyaal en erg rijk. Hij is zo’n goede vriend dat hij zelfs zijn eigen leven opoffert voor dat van Julián.
- Pater Fernando Ramos – Een schoolvriend van Julián Carax die later pater wordt en leraar op hun oude school. Hij helpt Daniel met het zoeken naar de waarheid over Julián.
- Jorge Aldaya – Een schoolvriend van Julián Carax. Hij is soms een beetje chagrijnig en eerst erg rijk, maar vervalt in grote armoe.
- Penélope Aldaya – Geliefde van Julián Carax en Javier Fumero en het zusje van Jorge (daarnaast ook, blijkt later, het halfzusje van Julián). Ze is erg mooi, lief en rijk. Ze wordt zwanger van Julián maar overlijdt samen met de baby tijdens de bevalling. Haar nagedachtenis blijft Julián achtervolgen.
- Jacinta Coronado – Het toegewijde kindermeisje van Penélope Aldaya. Daniel bezoekt haar stiekem in een psychiatrische instelling, waar ze op de dood ligt te wachten. Ze helpt Daniel met het vinden van antwoorden over Julián Carax.
- Nuria Monfort – Een intelligente 'femme fatale' die bij de uitgever van Juliáns boeken werkte. Ze begint ook een affaire met Julián terwijl hij in Parijs woont. Ondanks dat zij hevig verliefd op hem wordt, is dit niet wederzijds. Daniel bezoekt haar om meer te weten te komen over Julián, maar realiseert zich later dat zij hem heeft voorgelogen om Julián te beschermen. Nuria is de dochter van meneer Monfort, de sleutelbewaarder van het Kerkhof der Vergeten Boeken, waar Daniel zijn exemplaar van De Schaduw van de Wind gevonden heeft.
- Laín Coubert – Een duister figuur zonder gezicht en brandende ogen. Deze man is verantwoordelijk voor het verbranden van alle boeken van Julián Carax. Als hij erachter komt dat Daniel Semperé misschien wel het laatste exemplaar van De Schaduw van de Wind in bezit heeft, achtervolgt Coubert hem.
- Fructuós Gelabert – Een filmregisseur die helpt bij het filmen van geesten en beelden uit "de andere wereld".

- Biblioteca Nacional de España: XX3098939
- Bibliothèque nationale de France: cb161526350 (data)
- Catàleg d'autoritats de noms i títols de Catalunya: 981058617747906706
- Gemeinsame Normdatei: 7565240-7
- MusicBrainz release group: 42cecab6-4956-486f-b795-63bb33a689c3
- MusicBrainz work: b2f5707e-15ae-4829-9ac6-ad7a928891f3
- Virtual International Authority File: 190460763